# Parasteatoda hatsushibai
Parasteatoda hatsushibai là một loài nhện trong họ Theridiidae.
Loài này thuộc chi Parasteatoda. Parasteatoda hatsushibai được Hajime Yoshida miêu tả năm 2009.